# Cifuna amata
Cifuna amata är en fjärilsart som beskrevs av Otto Staudinger 1887. Cifuna amata ingår i släktet Cifuna och familjen tofsspinnare. Inga underarter finns listade i Catalogue of Life.